# Штурмфюрер
Штурмфю́рер (нім. SS-Sturmführer) — військове звання в СА (нім. Sturmabteilung). Спочатку з 1925 існувало як посада в організації СА, а згодом стало військовим званням, яке існувало в період з 1928 по 1945. Це звання було еквівалентно званню лейтенанта у Вермахті.
Спочатку звання штурмфюрер використовувалося в часи Першої світової війни, для позначення командира штурмової групи.
З 1930 звання штурмфюрера стало першим офіцерським званням в декількох напіввійськових організаціях нацистської партії. Використовувалося також як звання в СС до 1934 року, проте після Ночі довгих ножів СС перейменувало це звання в унтерштурмфюрер СС, підтверджуючи тим самим перевагу звань в СС над званнями в СА.